# Dubai Tennis Championships 2009
Il Barclays Dubai Tennis Championships 2009  è stato un torneo della categoria ATP World Tour 500 series dell'ATP World Tour 2009 e della categoria Premier del WTA Tour 2009. Entrambi gli eventi hanno avuto luogo nell'Aviation Club Tennis Centre di Dubai negli Emirati Arabi Uniti. 
Il torneo femminile si è giocato dal 15 al 21 febbraio, mentre quello maschile dal 23 al 28 febbraio 2009.

## Partecipanti WTA

### Teste di serie
| Giocatrice              | Nazionalità | Ranking* | Testa di serie |
| ----------------------- | ----------- | -------- | -------------- |
| Serena Williams         | Stati Uniti | 1        | 1              |
| Dinara Safina           | Russia      | 2        | 2              |
| Jelena Janković         | Serbia      | 3        | 3              |
| Elena Dement'eva        | Russia      | 4        | 4              |
| Vera Zvonarëva          | Russia      | 5        | 5              |
| Venus Williams          | Stati Uniti | 6        | 6              |
| Svetlana Kuznecova      | Russia      | 7        | 7              |
| Ana Ivanović            | Serbia      | 8        | 8              |
| Agnieszka Radwańska     | Polonia     | 10       | 9              |
| Alizé Cornet            | Francia     | 11       | 10             |
| Marion Bartoli          | Francia     | 13       | 11             |
| Dominika Cibulková      | Slovacchia  | 18       | 12             |
| Jie Zheng               | Cina        | 20       | 13             |
| Anabel Medina Garrigues | Spagna      | 21       | 14             |
| Anna Čakvetadze         | Russia      | 23       | 15             |
| Kaia Kanepi             | Estonia     | 24       | 16             |

- Ranking al 16 febbraio 2009.

### Altri partecipanti
Giocatrici che hanno ricevuto una Wild card:
- Sania Mirza
- Vera Duševina
- Stefanie Vögele

Giocatrici passate dalle qualificazioni:

- Anastasija Rodionova
- Urszula Radwańska
- Camille Pin (lucky loser, ha rimpiazzato Tamarine Tanasugarn)
- Anna Lapuščenkova
- Andreja Klepač (lucky loser, ha rimpiazzato Amélie Mauresmo)
- Julia Schruff
- Elena Vesnina
- Viktorija Kutuzova
- Tamira Paszek
- Zi Yan
- Ayumi Morita (lucky loser, ha rimpiazzato Shahar Peer)

## Partecipanti ATP

### Teste di serie
| Giocatore     | Nazionalità   | Ranking* | Testa di serie |
| ------------- | ------------- | -------- | -------------- |
| Novak Đoković | Serbia        | 3        | 1              |
| Andy Murray   | Gran Bretagna | 4        | 2              |
| Gilles Simon  | Francia       | 8        | 3              |
| David Ferrer  | Spagna        | 14       | 4              |
| Marin Čilić   | Croazia       | 19       | 5              |
| Igor' Andreev | Russia        | 24       | 6              |
| Ivo Karlović  | Croazia       | 29       | 7              |
| Marat Safin   | Russia        | 25       | 8              |

- Ranking al 23 febbraio 2009.

### Altri partecipanti
Giocatori che hanno ricevuto una Wild card:
- Marat Safin
- Andreas Seppi
- Mohammed Ghareeb

Giocatori passati dalle qualificazioni:

- Flavio Cipolla
- Laurent Recouderc
- Marco Chiudinelli
- Michael Lammer
- Rik De Voest (lucky loser)

## Campioni

### Singolare maschile
Novak Đoković ha battuto in finale  David Ferrer con il punteggio di 7–5, 6–3

### Singolare femminile
Venus Williams ha battuto in finale  Virginie Razzano con il punteggio di 6–4, 6–2

### Doppio maschile
Rik De Voest /  Dmitrij Tursunov hanno battuto in finale  Martin Damm /  Robert Lindstedt con il punteggio di 4–6, 6–3, 10–5

### Doppio femminile
Cara Black /  Liezel Huber hanno battuto in finale  Marija Kirilenko /  Agnieszka Radwańska con il punteggio di 6–3, 6–3